# 6 Ore di Spa-Francorchamps 2023
La 6 Ore di Spa-Francorchamps 2023 è un evento di corse di auto sportive di resistenza che si è tenuto presso il Circuito di Spa-Francorchamps il 29 aprile 2023: è la terza prova del Campionato del mondo endurance 2023, la dodicesima edizione dell'evento nell'ambito del campionato nonché la quarantatreesima edizione della competizione.

## Programma
| Data      | Ora            | Ora   | Evento                |
| Data      | (Locale: CEST) | ITA   | Evento                |
| --------- | -------------- | ----- | --------------------- |
| 27 aprile | 11:30          | 11:30 | Prove libere 1        |
| 27 aprile | 16:20          | 16:20 | Prove libere 2        |
| 28 aprile | 11:00          | 11:00 | Prove libere 3        |
| 28 aprile | 17:00          | 17:00 | Qualifiche - LMGTE Am |
| 28 aprile | 17:25          | 17:25 | Qualifiche - LMP2     |
| 28 aprile | 17:50          | 17:50 | Qualifiche - Hypercar |
| 29 aprile | 12:45          | 12:45 | Gare                  |
| Note:     |                |       |                       |

## Elenco iscritti
Di seguito l'elenco dei partecipanti:
Nella classe Hypercar ci sono due grandi novità, la Cadillac porta una seconda vettura, la numero 3 con Sébastien Bourdais, Renger Van der Zande e Jack Aitken alla guida, la seconda novità è il team Hertz Jota Sport che porta in pista la terza Porsche 963. Il team britannico si affida a Will Stevens, Antonio Félix da Costa e Ye Yifei. Inoltre, il team  Glickenhaus Racing sostituisce Ryan Briscoe con Franck Mailleux.
Nella classe LMP2, Andrea Caldarelli torna al voltante dell'Oreca 07 della Prema numero 9, mentre nella classe LMGTE Am il pilota Paul Dalla Lana annuncia il ritiro nella serie, per questo il team Heart of Racing Team di Ian James assume la direzione della NorthWest AMR e anche  Nicki Thiim e Axcil Jefferies vengono sostituiti da Daniel Mancinelli, Ian James e Alex Riberas.
| No. | Squadra                   | Auto                   | Pneumatici | Pilota 1               | Pilota 2             | Pilota 3            |
| --- | ------------------------- | ---------------------- | ---------- | ---------------------- | -------------------- | ------------------- |
| 2   | Cadillac Racing           | Cadillac V-LMDh        | M          | Earl Bamber            | Alex Lynn            | Richard Westbrook   |
| 3   | Cadillac Racing           | Cadillac V-LMDh        | M          | Sébastien Bourdais     | Renger Van der Zande | Jack Aitken         |
| 4   | Floyd Vanwall Racing Team | Vanwall Vandervell 680 | M          | Tom Dillmann           | Esteban Guerrieri    | Jacques Villeneuve  |
| 5   | Porsche Penske Motorsport | Porsche 963            | M          | Michael Christensen    | Dane Cameron         | Frédéric Makowiecki |
| 6   | Porsche Penske Motorsport | Porsche 963            | M          | André Lotterer         | Laurens Vanthoor     | Kévin Estre         |
| 7   | Toyota Gazoo Racing       | Toyota GR010 Hybrid    | M          | Mike Conway            | Kamui Kobayashi      | José María López    |
| 8   | Toyota Gazoo Racing       | Toyota GR010 Hybrid    | M          | Sébastien Buemi        | Brendon Hartley      | Ryō Hirakawa        |
| 38  | Hertz Jota Sport          | Porsche 963            | M          | Antonio Félix da Costa | Will Stevens         | Ye Yifei            |
| 50  | Ferrari AF Corse          | Ferrari 499P           | M          | Antonio Fuoco          | Nicklas Nielsen      | Miguel Molina       |
| 51  | Ferrari AF Corse          | Ferrari 499P           | M          | Alessandro Pier Guidi  | Antonio Giovinazzi   | James Calado        |
| 93  | Peugeot TotalEnergies     | Peugeot 9X8            | M          | Mikkel Jensen          | Jean-Éric Vergne     | Paul di Resta       |
| 94  | Peugeot TotalEnergies     | Peugeot 9X8            | M          | Nico Müller            | Gustavo Menezes      | Loïc Duval          |
| 708 | Glickenhaus Racing        | Glickenhaus 007 LMH    | M          | Olivier Pla            | Romain Dumas         | Franck Mailleux     |

| No. | Squadra                   | Auto            | Pneumatici | Pilota 1            | Pilota 2           | Pilota 3           |
| --- | ------------------------- | --------------- | ---------- | ------------------- | ------------------ | ------------------ |
| 9   | Prema Team                | Oreca 07-Gibson | G          | Andrea Caldarelli   | Bent Viscaal       | Filip Ugran        |
| 10  | Vector Sport              | Oreca 07-Gibson | G          | Ryan Cullen         | Gabriel Aubry      | Matthias Kaiser    |
| 22  | United Autosports         | Oreca 07-Gibson | G          | Ben Hanley          | Philip Hanson      | Frederick Lubin    |
| 23  | United Autosports         | Oreca 07-Gibson | G          | Giedo van der Garde | Oliver Jarvis      | Josh Pierson       |
| 28  | Jota Sport                | Oreca 07-Gibson | G          | Jonathan Aberdein   | Ed Jones           | Oliver Rasmussen   |
| 31  | Team WRT                  | Oreca 07-Gibson | G          | Robin Frijns        | Sean Gelael        | Ferdinand Habsburg |
| 34  | Inter Europol Competition | Oreca 07-Gibson | G          | Fabio Scherer       | Jakub Śmiechowski  | Esteban Gutiérrez  |
| 35  | Alpine ELF Team           | Alpine A470     | G          | Olli Caldwell       | André Negrão       | Memo Rojas         |
| 36  | Alpine ELF Team           | Alpine A470     | G          | Charles Milesi      | Matthieu Vaxivière | Julien Canal       |
| 41  | Team WRT                  | Oreca 07-Gibson | G          | Rui Andrade         | Robert Kubica      | Louis Delétraz     |
| 63  | Prema Team                | Oreca 07-Gibson | G          | Doriane Pin         | Mirko Bortolotti   | Daniil Kvjat       |

| No. | Squadra                | Auto                     | Pneumatici | Pilota 1           | Pilota 2              | Pilota 3           |
| --- | ---------------------- | ------------------------ | ---------- | ------------------ | --------------------- | ------------------ |
| 21  | AF Corse               | Ferrari 488 GTE Evo      | M          | Simon Mann         | Ulysse de Pauw        | Diego Alessi       |
| 25  | ORT By TF Sport        | Aston Martin Vantage AMR | M          | Ahmad Al Harthy    | Michael Dinan         | Charlie Eastwood   |
| 33  | Corvette Racing        | Chevrolet Corvette C8.R  | M          | Ben Keating        | Florian Latorre       | Marco Sørensen     |
| 54  | AF Corse               | Ferrari 488 GTE Evo      | M          | Davide Rigon       | Francesco Castellacci | Thomas Flohr       |
| 56  | Team Project 1         | Porsche 911 RSR-19       | M          | P. J. Hyett        | Gunnar Jeannette      | Matteo Cairoli     |
| 57  | Kessel Racing          | Ferrari 488 GTE Evo      | M          | Scott Huffaker     | Takeshi Kimura        | Daniel Serra       |
| 60  | Iron Lynx              | Porsche 911 RSR-19       | M          | Matteo Cressoni    | Alessio Picariello    | Claudio Schiavoni  |
| 77  | Dempsey-Proton Racing  | Porsche 911 RSR-19       | M          | Christian Ried     | Mikkel O. Pedersen    | Julien Andlauer    |
| 83  | Richard Mille AF Corse | Ferrari 488 GTE Evo      | M          | Luis Perez Companc | Lilou Wadoux          | Alessio Rovera     |
| 85  | Iron Dames             | Porsche 911 RSR-19       | M          | Sarah Bovy         | Rahel Frey            | Michelle Gatting   |
| 86  | GR Racing              | Porsche 911 RSR-19       | M          | Michael Wainwright | Riccardo Pera         | Michael Wainwright |
| 88  | Proton Competition     | Porsche 911 RSR-19       | M          | Harry Tincknell    | Zacharie Robichon     | Ryan Hardwick      |
| 98  | Northwest AMR          | Aston Martin Vantage AMR | M          | Daniel Mancinelli  | Ian James             | Alex Riberas       |
| 777 | D'station Racing       | Aston Martin Vantage AMR | M          | Tomonobu Fujii     | Satoshi Hoshino       | Casper Stevenson   |

## Qualifiche

### Risultati
La pole position per ogni classe è segnata in grassetto.
| Pos | Classe   | No. | Team                      | Tempo    | Distanza | Griglia |
| --- | -------- | --- | ------------------------- | -------- | -------- | ------- |
| 1   | Hypercar | 7   | Toyota Gazoo Racing       | 2:00.812 |          | 1       |
| 2   | Hypercar | 50  | Ferrari – AF Corse        |          | +0.024   | 2       |
| 3   | Hypercar | 51  | Ferrari – AF Corse        |          | +0.161   | 3       |
| 4   | Hypercar | 2   | Cadillac Racing           |          | +0.231   | 4       |
| 5   | Hypercar | 3   | Cadillac Racing           |          | +1.326   | 5       |
| 6   | Hypercar | 6   | Porsche Penske Motorsport |          | +1.494   | 6       |
| 7   | Hypercar | 38  | Hertz Team Jota           |          | +2.095   | 7       |
| 8   | Hypercar | 708 | Glickenhaus Racing        |          | +2.148   | 8       |
| 9   | Hypercar | 93  | Peugeot TotalEnergies     |          | +2.405   | 9       |
| 10  | Hypercar | 5   | Porsche Penske Motorsport |          | +2.838   | 10      |
| 11  | Hypercar | 94  | Peugeot TotalEnergies     |          | +3.067   | 11      |
| 12  | Hypercar | 4   | Floyd Vanwall Racing Team |          | +3.802   | 12      |
| 13  | LMP2     | 23  | United Autosports         | 2:05.979 |          | 14      |
| 14  | LMP2     | 41  | Team WRT                  |          |          | 15      |
| 15  | LMP2     | 63  | Prema Racing              |          |          | 16      |
| 16  | LMP2     | 31  | Team WRT                  |          |          | 17      |
| 17  | LMP2     | 28  | Jota Sport                |          |          | 18      |
| 18  | LMP2     | 9   | Prema Racing              |          |          | 19      |
| 19  | LMP2     | 22  | United Autosports         |          |          | 20      |
| 20  | LMP2     | 34  | Inter Europol Competition |          |          | 21      |
| 21  | LMP2     | 10  | Vector Sport              |          |          | 22      |
| 22  | LMP2     | 35  | Alpine Elf Team           |          |          | 23      |
| 23  | LMP2     | 36  | Alpine Elf Team           |          |          | 24      |
| 24  | LMGTE Am | 25  | ORT by TF                 | 2:17.216 |          | 25      |
| 25  | LMGTE Am | 85  | Iron Dames                |          |          | 26      |
| 26  | LMGTE Am | 88  | Proton Competition        |          |          | 27      |
| 27  | LMGTE Am | 33  | Corvette Racing           |          |          | 28      |
| 28  | LMGTE Am | 83  | Richard Mille AF Corse    |          |          | 29      |
| 29  | LMGTE Am | 98  | Northwest AMR             |          |          | 30      |
| 30  | LMGTE Am | 56  | Project 1 – AO            |          |          | 21      |
| 31  | LMGTE Am | 54  | AF Corse                  |          |          | 32      |
| 32  | LMGTE Am | 777 | D'Station Racing          |          |          | 33      |
| 33  | LMGTE Am | 57  | Kessel Racing             |          |          | 34      |
| 34  | LMGTE Am | 77  | Dempsey-Proton Racing     |          |          | 35      |
| 35  | LMGTE Am | 86  | GR Racing                 |          |          | 36      |
| 36  | LMGTE Am | 60  | Iron Lynx                 |          |          | 37      |
| -   | Hypercar | 8   | Toyota Gazoo Racing       | No tempo |          | 13      |
| -   | LMGTE Am | 21  | AF Corse                  | No tempo |          | 38      |

## Gara
| Pos      | Classe   | No  | Team                      | Piloti                                                      | Chassis                        | Pneumatici | Giri | Tempo/Ritirato     |
| Pos      | Classe   | No  | Team                      | Piloti                                                      | Auto                           | Pneumatici | Giri | Tempo/Ritirato     |
| -------- | -------- | --- | ------------------------- | ----------------------------------------------------------- | ------------------------------ | ---------- | ---- | ------------------ |
| 1        | Hypercar | 7   | Toyota Gazoo Racing       | Mike Conway Kamui Kobayashi José María López                | Toyota GR010 Hybrid            | M          | 148  | 6:00:24.798        |
| 1        | Hypercar | 7   | Toyota Gazoo Racing       | Mike Conway Kamui Kobayashi José María López                | Toyota H8909 3.5 L Turbo V6    | M          | 148  | 6:00:24.798        |
| 2        | Hypercar | 8   | Toyota Gazoo Racing       | Sébastien Buemi Brendon Hartley Ryo Hirakawa                | Toyota GR010 Hybrid            | M          | 148  | +11.637            |
| 2        | Hypercar | 8   | Toyota Gazoo Racing       | Sébastien Buemi Brendon Hartley Ryo Hirakawa                | Toyota H8909 3.5 L Turbo V6    | M          | 148  | +11.637            |
| 3        | Hypercar | 51  | Ferrari – AF Corse        | James Calado Antonio Giovinazzi Alessandro Pier Guidi       | Ferrari 499P                   | M          | 148  | +1:09.439          |
| 3        | Hypercar | 51  | Ferrari – AF Corse        | James Calado Antonio Giovinazzi Alessandro Pier Guidi       | Ferrari 3.0 L Turbo V6         | M          | 148  | +1:09.439          |
| 4        | Hypercar | 5   | Porsche Penske Motorsport | Dane Cameron Michael Christensen Frédéric Makowiecki        | Porsche 963                    | M          | 148  | +1:12.264          |
| 4        | Hypercar | 5   | Porsche Penske Motorsport | Dane Cameron Michael Christensen Frédéric Makowiecki        | Porsche 9RD 4.6 L Turbo V8     | M          | 148  | +1:12.264          |
| 5        | Hypercar | 2   | Cadillac Racing           | Earl Bamber Alex Lynn Richard Westbrook                     | Cadillac V-Series.R            | M          | 147  | +1 giro            |
| 5        | Hypercar | 2   | Cadillac Racing           | Earl Bamber Alex Lynn Richard Westbrook                     | Cadillac LMC55R 5.5 L V8       | M          | 147  | +1 giro            |
| 6        | Hypercar | 38  | Hertz Team Jota           | António Félix da Costa Will Stevens Ye Yifei                | Porsche 963                    | M          | 147  | +1 giro            |
| 6        | Hypercar | 38  | Hertz Team Jota           | António Félix da Costa Will Stevens Ye Yifei                | Porsche 9RD 4.6 L Turbo V8     | M          | 147  | +1 giro            |
| 7        | LMP2     | 41  | Team WRT                  | Rui Andrade Louis Delétraz Robert Kubica                    | Oreca 07                       | G          | 146  | +2 giri            |
| 7        | LMP2     | 41  | Team WRT                  | Rui Andrade Louis Delétraz Robert Kubica                    | Gibson GK428 Motore V8         | G          | 146  | +2 giri            |
| 8        | LMP2     | 23  | United Autosports         | Tom Blomqvist Oliver Jarvis Josh Pierson                    | Oreca 07                       | G          | 146  | +2 giri            |
| 8        | LMP2     | 23  | United Autosports         | Tom Blomqvist Oliver Jarvis Josh Pierson                    | Gibson GK428 Motore V8         | G          | 146  | +2 giri            |
| 9        | LMP2     | 34  | Inter Europol Competition | Albert Costa Fabio Scherer Jakub Śmiechowski                | Oreca 07                       | G          | 146  | +2 giri            |
| 9        | LMP2     | 34  | Inter Europol Competition | Albert Costa Fabio Scherer Jakub Śmiechowski                | Gibson GK428 Motore V8         | G          | 146  | +2 giri            |
| 10       | LMP2     | 9   | Prema Racing              | Andrea Caldarelli Filip Ugran Bent Viscaal                  | Oreca 07                       | G          | 146  | +2 giri            |
| 10       | LMP2     | 9   | Prema Racing              | Andrea Caldarelli Filip Ugran Bent Viscaal                  | Gibson GK428 Motore V8         | G          | 146  | +2 giri            |
| 11       | LMP2     | 22  | United Autosports         | Filipe Albuquerque Philip Hanson Frederick Lubin            | Oreca 07                       | G          | 146  | +2 giri            |
| 11       | LMP2     | 22  | United Autosports         | Filipe Albuquerque Philip Hanson Frederick Lubin            | Gibson GK428 Motore V8         | G          | 146  | +2 giri            |
| 12       | LMP2     | 31  | Team WRT                  | Robin Frijns Sean Gelael Ferdinand Habsburg                 | Oreca 07                       | G          | 146  | +2 giri            |
| 12       | LMP2     | 31  | Team WRT                  | Robin Frijns Sean Gelael Ferdinand Habsburg                 | Gibson GK428 Motore V8         | G          | 146  | +2 giri            |
| 13       | Hypercar | 708 | Glickenhaus Racing        | Romain Dumas Franck Mailleux Olivier Pla                    | Glickenhaus SCG 007 LMH        | M          | 146  | +2 giri            |
| 13       | Hypercar | 708 | Glickenhaus Racing        | Romain Dumas Franck Mailleux Olivier Pla                    | Glickenhaus P21 3.5 L Turbo V8 | M          | 146  | +2 giri            |
| 14       | Hypercar | 93  | Peugeot TotalEnergies     | Mikkel Jensen Paul di Resta Jean-Éric Vergne                | Peugeot 9X8                    | M          | 146  | +2 giri            |
| 14       | Hypercar | 93  | Peugeot TotalEnergies     | Mikkel Jensen Paul di Resta Jean-Éric Vergne                | Peugeot 2.6 L Turbo V6         | M          | 146  | +2 giri            |
| 15       | LMP2     | 36  | Alpine Elf Team           | Julien Canal Charles Milesi Matthieu Vaxivière              | Oreca 07                       | G          | 146  | +2 giri            |
| 15       | LMP2     | 36  | Alpine Elf Team           | Julien Canal Charles Milesi Matthieu Vaxivière              | Gibson GK428 Motore V8         | G          | 146  | +2 giri            |
| 16       | LMP2     | 35  | Alpine Elf Team           | Olli Caldwell André Negrão Memo Rojas                       | Oreca 07                       | G          | 146  | +2 giri            |
| 16       | LMP2     | 35  | Alpine Elf Team           | Olli Caldwell André Negrão Memo Rojas                       | Gibson GK428 Motore V8         | G          | 146  | +2 giri            |
| 17       | Hypercar | 94  | Peugeot TotalEnergies     | Loïc Duval Gustavo Menezes Nico Müller                      | Peugeot 9X8                    | M          | 146  | +2 giri            |
| 17       | Hypercar | 94  | Peugeot TotalEnergies     | Loïc Duval Gustavo Menezes Nico Müller                      | Peugeot 2.6 L Turbo V6         | M          | 146  | +2 giri            |
| 18       | LMP2     | 28  | Jota                      | Pietro Fittipaldi David Heinemeier Hansson Oliver Rasmussen | Oreca 07                       | G          | 145  | +3 giri            |
| 18       | LMP2     | 28  | Jota                      | Pietro Fittipaldi David Heinemeier Hansson Oliver Rasmussen | Gibson GK428 Motore V8         | G          | 145  | +3 giri            |
| 19       | LMP2     | 63  | Prema Racing              | Mirko Bortolotti Daniil Kvyat Doriane Pin                   | Oreca 07                       | G          | 144  | +4 giri            |
| 19       | LMP2     | 63  | Prema Racing              | Mirko Bortolotti Daniil Kvyat Doriane Pin                   | Gibson GK428 Motore V8         | G          | 144  | +4 giri            |
| 20       | LMGTE Am | 83  | Richard Mille AF Corse    | Luis Pérez Companc Alessio Rovera Lilou Wadoux              | Ferrari 488 GTE Evo            | M          | 140  | +8 giri            |
| 20       | LMGTE Am | 83  | Richard Mille AF Corse    | Luis Pérez Companc Alessio Rovera Lilou Wadoux              | Ferrari F154CB 3.9 L Turbo V8  | M          | 140  | +8 giri            |
| 21       | LMGTE Am | 33  | Corvette Racing           | Nicky Catsburg Ben Keating Nicolás Varrone                  | Chevrolet Corvette C8.R        | M          | 140  | +8 giri            |
| 21       | LMGTE Am | 33  | Corvette Racing           | Nicky Catsburg Ben Keating Nicolás Varrone                  | Chevrolet 5.5 L V8             | M          | 140  | +8 giri            |
| 22       | LMGTE Am | 25  | ORT by TF                 | Ahmad Al Harthy Michael Dinan Charlie Eastwood              | Aston Martin Vantage AMR       | M          | 140  | +8 giri            |
| 22       | LMGTE Am | 25  | ORT by TF                 | Ahmad Al Harthy Michael Dinan Charlie Eastwood              | Aston Martin 4.0 L Turbo V8    | M          | 140  | +8 giri            |
| 23       | LMGTE Am | 88  | Proton Competition        | Ryan Hardwick Zacharie Robichon Harry Tincknell             | Porsche 911 RSR-19             | M          | 139  | +9 giri            |
| 23       | LMGTE Am | 88  | Proton Competition        | Ryan Hardwick Zacharie Robichon Harry Tincknell             | Porsche 4.2 L Flat-6           | M          | 139  | +9 giri            |
| 24       | LMGTE Am | 85  | Iron Dames                | Sarah Bovy Rahel Frey Michelle Gatting                      | Porsche 911 RSR-19             | M          | 139  | +9 giri            |
| 24       | LMGTE Am | 85  | Iron Dames                | Sarah Bovy Rahel Frey Michelle Gatting                      | Porsche 4.2 L Flat-6           | M          | 139  | +9 giri            |
| 25       | LMGTE Am | 21  | AF Corse                  | Diego Alessi Simon Mann Ulysse de Pauw                      | Ferrari 488 GTE Evo            | M          | 139  | +9 giri            |
| 25       | LMGTE Am | 21  | AF Corse                  | Diego Alessi Simon Mann Ulysse de Pauw                      | Ferrari F154CB 3.9 L Turbo V8  | M          | 139  | +9 giri            |
| 26       | LMGTE Am | 98  | Northwest AMR             | Ian James Daniel Mancinelli Alex Riberas                    | Aston Martin Vantage AMR       | M          | 139  | +9 giri            |
| 26       | LMGTE Am | 98  | Northwest AMR             | Ian James Daniel Mancinelli Alex Riberas                    | Aston Martin 4.0 L Turbo V8    | M          | 139  | +9 giri            |
| 27       | LMGTE Am | 57  | Kessel Racing             | Scott Huffaker Takeshi Kimura Daniel Serra                  | Ferrari 488 GTE Evo            | M          | 139  | +9 giri            |
| 27       | LMGTE Am | 57  | Kessel Racing             | Scott Huffaker Takeshi Kimura Daniel Serra                  | Ferrari F154CB 3.9 L Turbo V8  | M          | 139  | +9 giri            |
| 28       | LMGTE Am | 77  | Dempsey-Proton Racing     | Julien Andlauer Christian Ried Mikkel O. Pedersen           | Porsche 911 RSR-19             | M          | 138  | +10 giri           |
| 28       | LMGTE Am | 77  | Dempsey-Proton Racing     | Julien Andlauer Christian Ried Mikkel O. Pedersen           | Porsche 4.2 L Flat-6           | M          | 138  | +10 giri           |
| 29       | LMGTE Am | 777 | D'Station Racing          | Tomonobu Fujii Satoshi Hoshino Casper Stevenson             | Aston Martin Vantage AMR       | M          | 138  | +10 giri           |
| 29       | LMGTE Am | 777 | D'Station Racing          | Tomonobu Fujii Satoshi Hoshino Casper Stevenson             | Aston Martin 4.0 L Turbo V8    | M          | 138  | +10 giri           |
| 30       | LMGTE Am | 60  | Iron Lynx                 | Matteo Cressoni Alessio Picariello Claudio Schiavoni        | Porsche 911 RSR-19             | M          | 137  | +11 giri           |
| 30       | LMGTE Am | 60  | Iron Lynx                 | Matteo Cressoni Alessio Picariello Claudio Schiavoni        | Porsche 4.2 L Flat-6           | M          | 137  | +11 giri           |
| 31       | LMGTE Am | 86  | GR Racing                 | Ben Barker Riccardo Pera Michael Wainwright                 | Porsche 911 RSR-19             | M          | 136  | +12 giri           |
| 31       | LMGTE Am | 86  | GR Racing                 | Ben Barker Riccardo Pera Michael Wainwright                 | Porsche 4.2 L Flat-6           | M          | 136  | +12 giri           |
| Ret      | Hypercar | 50  | Ferrari – AF Corse        | Antonio Fuoco Miguel Molina Nicklas Nielsen                 | Ferrari 499P                   | M          | 106  | Incidente          |
| Ret      | Hypercar | 50  | Ferrari – AF Corse        | Antonio Fuoco Miguel Molina Nicklas Nielsen                 | Ferrari 3.0 L Turbo V6         | M          | 106  | Incidente          |
| Ret      | Hypercar | 4   | Floyd Vanwall Racing Team | Tom Dillmann Esteban Guerrieri Jacques Villeneuve           | Vanwall Vandervell 680         | M          | 80   | Incidente          |
| Ret      | Hypercar | 4   | Floyd Vanwall Racing Team | Tom Dillmann Esteban Guerrieri Jacques Villeneuve           | Gibson GL458 4.5 L V8          | M          | 80   | Incidente          |
| NC       | LMGTE Am | 54  | AF Corse                  | Francesco Castellacci Thomas Flohr Davide Rigon             | Ferrari 488 GTE Evo            | M          | 79   | Incidente          |
| NC       | LMGTE Am | 54  | AF Corse                  | Francesco Castellacci Thomas Flohr Davide Rigon             | Ferrari F154CB 3.9 L Turbo V8  | M          | 79   | Incidente          |
| Ret      | Hypercar | 6   | Porsche Penske Motorsport | Kévin Estre André Lotterer Laurens Vanthoor                 | Porsche 963                    | M          | 53   | Problema elettrico |
| Ret      | Hypercar | 6   | Porsche Penske Motorsport | Kévin Estre André Lotterer Laurens Vanthoor                 | Porsche 9RD 4.6 L Turbo V8     | M          | 53   | Problema elettrico |
| Ret      | Hypercar | 3   | Cadillac Racing           | Jack Aitken Sébastien Bourdais Renger van der Zande         | Cadillac V-Series.R            | M          | 40   | Incidente          |
| Ret      | Hypercar | 3   | Cadillac Racing           | Jack Aitken Sébastien Bourdais Renger van der Zande         | Cadillac LMC55R 5.5 L V8       | M          | 40   | Incidente          |
| Ret      | LMP2     | 10  | Vector Sport              | Gabriel Aubry Ryan Cullen Matthias Kaiser                   | Oreca 07                       | G          | 14   | Ruota              |
| Ret      | LMP2     | 10  | Vector Sport              | Gabriel Aubry Ryan Cullen Matthias Kaiser                   | Gibson GK428 Motore V8         | G          | 14   | Ruota              |
| Ricerca: |          |     |                           |                                                             |                                |            |      |                    |